# Dimas Antônio Casemiro
Dimas Antônio Casemiro (Votuporanga, 6 de março de 1946 — São Paulo, 17 de abril de 1971) foi um militante da luta armada contra o regime militar, instaurado em 1 de abril de 1964 e que durou até 15 de março de 1985. Seus codinomes eram Rui, Celso e Rei. Impressor gráfico, foi militante do Partido Comunista do Brasil (PCdoB), na Ala Vermelha, e integrante das organizações VPR, VAR-Palmares e, posteriormente, do Movimento Revolucionário Tiradentes (MRT). 
No dia 15 de abril de 1971, participou do assassinato de Henning Boilesen, na época presidente do grupo Ultragaz e diretor da FIESP, para vingar a morte do dirigente do MRT, Devanir José de Carvalho, por agentes do regime militar. De acordo com o dossiê dos mortos e desaparecidos políticos, organizado em 1984, Dimas teria sido morto com tiros de fuzil em 17 de abril de 1971 ao chegar em sua casa, no bairro do Ipiranga, em São Paulo. Entretanto, como consta no livro “Direito à memória e à verdade”, a CEMDP concluiu que Dimas foi preso e morto após dois dias de tortura. No dia 18 de abril, foi noticiado que morrera em confronto armado, mas seu corpo só deu entrada no IML às 14 horas do dia 19 de abril. Seu caso foi analisado pela Comissão Nacional da Verdade (CNV) em abril de 2013.

## Biografia
Dimas Antônio Casemiro, filho de Antônio Casemiro Sobrinho e Maria dos Anjos Casemiro, trabalhou como corretor de seguros, vendedor e tipógrafo. Em Votuporanga, sua cidade natal, no interior de São Paulo, chegou a atuar no movimento estudantil. Era casado com Maria Helena Zanini, com quem teve um filho, Fabiano César Casemiro. Mais tarde, seria ele quem solicitaria que o caso de Dimas (183/96) fosse para a Comissão Especial sobre Mortos e Desaparecidos (CEMDP). O caso foi deferido por unanimidade em 14 de maio de 1996.

## Morte
Segundo a versão oficial, Dimas teria sido morto no interior do “aparelho” ou “esconderijo” na rua Elísio da Silveira, 27, bairro da Saúde, em São Paulo (SP), ao resistir à voz de prisão, durante troca de tiros com forças de segurança. O laudo de necrópsia foi assinado pelos médicos legistas João Pagenotto e Abeylard de Queiroz Orsini e corrobora a versão policial. Após uma pesquisa da Comissão de Familiares de Mortos e Desaparecidos Políticos nos documentos policiais do antigo Departamento de Ordem Política e Social de São Paulo (DOPS/SP), no entanto, concluiu-se que essa versão teria sido forjada pelos órgãos de repressão.
As fotos do corpo de Dimas mostram lesões na região frontal mediana e esquerda, no nariz e, principalmente, nos cantos internos dos dois olhos, não descritas no laudo necroscópico e, provavelmente, provocadas por tortura. O laudo descreve: […] quatro ferimentos causados por arma de fogo, ficando retido apenas um projétil. Um dos projéteis lesou vasos importantes, artérias e nervos do pescoço produzindo-se abundante hemorragia interna e externa e conseqüente morte. Deve-se considerar ainda que a vítima sofreu lesão de laringe, por onde houve penetração de sangue que foi aspirado para os pulmões provocando asfixia.
A morte de Dimas Antônio Casemiro é associada ao episódio do assassinato de Henning Albert Boilesen, financiador e instrutor de torturas da Operação Bandeirante (Oban), instituição que daria origem ao Destacamento de Operações de Informação - Centro de Operações de Defesa Interna (DOI-CODI) posteriormente. O militante era acusado de participar da execução de Boilesen - que ocorreu em 15 de abril de 1971 e foi resultado de uma ação conjunta do MRT e da ALN — e seu assassinato, dois dias depois, foi parte de uma vasta operação da ditadura para vingar a perda de seu grande financiador. Joaquim Alencar de Seixas também foi preso e assassinado nos dias 16 e 17 de abril daquele ano.
Dimas foi enterrado no Cemitério de Perus, na cidade de São Paulo, como indigente. Em Fevereiro de 2018 sua ossada foi identificada e seus restos mortais foram reconhecidos após um complexo exame laboratorial realizado em um laboratório na Bósnia. Seu irmão, Dênis Casemiro, foi assassinado pelo regime militar um mês depois de sua morte e teve seus restos mortais resgatados e reconhecidos em agosto de 1991.

## Homenagem
Dimas Antônio Casemiro foi homenageado por um memorial inaugurado em 2017 no Cemitério Municipal Dom Bosco, em Perus, zona norte da cidade de São Paulo. O totem de concreto foi feito pela Prefeitura municipal em homenagem "aos mortos e desaparecidos da ditadura militar cujos corpos, identificados ou não, foram acolhidos por este solo em sua trajetória de resistência e esperança". Também no memorial, estão os nomes de outros trinta mortos pela regime ditatorial, entre eles o seu irmão Dênis Casemiro.